# Off to the Races
Off to the Races je píseň americké zpěvačky a skladatelky Lany Del Rey. Byla vydána dne 6. ledna 2012, jako první propagační singl z jejího debutového studiového alba Born to Die. Napsala ji sama Lana Del Rey společně s Tim Larcombe a produkce se ujali Patrik Berger a Emile Haynie již v roce 2010. Vyšla pod vydavatelstvím Interscope a Stranger a je dlouhá 5:01. Byla vydána pro Nizozemsko a pro Spojené království, kde vyšla již pár týdnů před oficiálním vydáním. Žánrem skladby je Alternativní hip hop a píseň odkazuje na román Lolita.

## Hudební video
Videoklip k propagačnímu singlu byl natočen Lanou a je podobný její rané tvorbě videí, které obsahovali různé vystřižené scény. Bylo vydáno již 22. prosince 2011.

## Hudební příčky
| Žebříček (2012)                 | Nejvyšší umístění |
| ------------------------------- | ----------------- |
| USA (Alternative Digital Songs) | 22                |
| USA (Hot Rock Songs)            | 40                |